# Вонг Саванг
Вонг Саванг (ເຈົ້າ ຟ້າ ຊາຍ ມົງ ກຸດ ລາ ຊະ ກຸ ມານ ວົງ ສະ ຫວ່າງ; 27 сентября 1931, Луангпхабанг — 2 мая 1978) — сын последнего короля Лаоса Саванг Ватхана, наследный принц Лаоса с 1962 по 1975 год.

## Биография
- Родился 27 сентября 1931 года в Королевском дворце Луангпрабанга, в семье короля Саванг Ватхана.
- Получил образование в Париже.
- 4 августа 1962 — женился на принцессе Махнелай Пане, в браке родилось 4 сына и 3 дочери.
- 29 октября 1962 — стал Кронпринцем Лаоса.
- 2 декабря 1975 — отречение короля от престола.
- 2 декабря 1975–1977 — проживал в своей частной резиденции.
- 1977 – 2 мая 1978 — проживал в исправительном лагере вместе с королевской семьей.
- 2 мая 1978 — смерть.[2]

## Упразднение монархии (1975 г.)
Упразднение лаосской монархии и коалиционного правительства стало кульминацию тенденции, которая началась в мае 1974 года, когда возглавляемые коммунистами силы Патет Лао практически без сопротивления вошли во Вьентьян, и начали расставлять на государственные должности своих людей. Долгое время существовала надежда, что, несмотря на провал компромиссных соглашений в других частях Индокитая, коалиционное правительство, созданное в апреле 1974 года в результате соглашений о прекращении огня, достигнутых в 1973 году, будет работать в Лаосе. Но Патет Лао вскоре ясно дал понять, что они заинтересованы в полномасштабной революции в буддийской стране.
В конце ноября 1975 года все дипломатические миссии получили официальное сообщение о том, что участие правых в управлении Лаосом близится к концу. Газета «Vientiane May» сообщила, что министерство иностранных дел Лаоса сообщило всем аккредитованным в стране послам, что и коалиционный кабинет, созданный 19 месяцев назад, и политический орган, Объединенный политический совет, утратили свою актуальность. Распространились сообщения о том, что конец лаосской монархии был близок. Согласно этим сообщениям, 68-летний король Саванг Ватхана согласился отречься от престола. Как сообщалось, данные вопросы обсуждались на встрече, проведенной 30 ноября лидерами королевского правительства и Патет Лао с наследным принцем Вонг Савангом.
В начале декабря, в течение нескольких дней по стране шли демонстранты в поддержку Патет-Лао. Лидеры левых объявили о роспуске правительства национального единства под председательством принца Суванна Фумы и Национального политического совета.
Коммунисты, захватив власть, начали тотальную чистку армии и государственного аппарата от офицеров старой Королевской лаосской армии и сторонников монархии, направив многих из них в деревни на курсы «перевоспитания», откуда вернулись лишь немногие.
Коммунисты Патет Лао организовывали демонстрации с требованием закрытия крупной американской миссии по оказанию помощи, которую в некоторых кругах когда-то описывали как более могущественную, чем само правительство Вьентьяна.
Патет Лао установило режим политической идеологической обработки населения. Пресса поставлена под жесткий контроль, и критики, а также бывшие сторонники нейтралистов Патет Лао, были арестованы и отправлены в отдаленный горный штаб коммунистов на северо-западе Лаоса. По сравнению с событиями, которые последовали за триумфом коммунистов в Камбодже весной 1975 года, когда все жители Пномпеня были изгнаны в сельскую местность, программа Патет Лао в некотором роде казалась умеренной. Но у многих лаосцев, не привыкших к резким изменениям и жестким политическим требованиям, действия Патет Лао вызвали глубокую тревогу. В результате десятки тысяч лаосцев, в том числе большинство из немногих врачей и юристов страны, бежали через реку Меконг в соседний Таиланд.
В последние несколько дней перед падением монархии, очевидно предвидя радикальные перемены, даже сын последнего премьер-министра королевского правительства принца Суванна Фумы – принц Панья Фума, выпускник Гарвардской школы бизнеса, переплыл реку Меконг и нашел убежище в Таиланде.

## Смерть
После отречения короля Саванга Ватханы 1 декабря 1975 года принц Вонг Саванг был назначен членом Верховного народного собрания, однако он не принимал участия в заседаниях собрания и удалился в Луангпрабанг. 
Экс-король Саванг Ватхана и наследный принц умерли с разницей в одиннадцать дней в мае 1978 года.
Имел ряд государственных и ряд иностранных наград (в том числе и Орденом Хризантемы).